# Michael Shaw, Baron Shaw of Northstead
Michael Norman Shaw, Baron Shaw of Northstead Kt DL (* 9. Oktober 1920; † 8. Januar 2021) war ein britischer Politiker der Conservative Party, der insgesamt 30 Jahre Abgeordneter des House of Commons und ab 1994 als Life Peer Mitglied des House of Lords war.

## Leben
Nach dem Besuch der Sedbergh School war Shaw als Buchhalter tätig und wurde sowohl Mitglied der Livery Company der Worshipful Company of Chartered Accountants in England and Wales als auch Fellow des Institute of Chartered Accountants in England and Wales (ICAEW).
Bei einer Nachwahl im Wahlkreis Brighouse and Spenborough wurde Shaw, der 1953 zum Friedensrichter (Justice of Peace) in Dewsbury berufen wurde, am 17. März 1960 als Kandidat der Conservative Party erstmals zum Abgeordneten in das House of Commons gewählt, verlor diesen Wahlkreis jedoch bereits bei der Unterhauswahl am 15. Oktober 1964. Während dieser Zeit war er zwischen 1962 und 1963 Parlamentarischer Privatsekretär beim Minister für Arbeit und Nationale Dienste, John Hare.
Bei den Unterhauswahlen vom 31. März 1966 wurde er wiederum zum Abgeordneten des Unterhauses gewählt und vertrat zunächst den Wahlkreis Scarborough and Whitby sowie anschließend seit der Unterhauswahl am 28. Februar 1974 bis zur Wahl vom 9. April 1992 den Wahlkreis Scarborough. In dieser Zeit war Shaw zwischen 1970 und 1973 Parlamentarischer Privatsekretär von John Davies, der zwischen Oktober 1970 und November 1972 erst Minister für Handel und Industrie sowie anschließend Chancellor of the Duchy of Lancaster war.
Shaw, der zwischen 1974 und 1979 auch Mitglied der britischen Delegation beim Europäischen Parlament war, wurde 1977 Deputy Lieutenant von West Yorkshire sowie 1982 als Knight Bachelor geadelt, so dass er fortan den Namenszusatz „Sir“ führte.
Durch ein Letters Patent vom 30. September 1994 wurde Shaw als Baron Shaw of Northstead, of Liversedge in the County of West Yorkshire, zum Life Peer erhoben. Kurz darauf erfolgte seine Einführung als Mitglied des House of Lords. Am 31. März 2015 trat Shaw gemäß den Regelungen des House of Lords Reform Act 2014 freiwillig in den Ruhestand und schied aus dem House of Lords aus.